# Samir (prénom)
Samir  (en arabe : سمير) est un nom propre d'origine arabe utilisé comme prénom. Il existe aussi sous les versions féminines de Samira ou Samirah.

## Étymologie
Il a pour origine le nom commun arabe samir, qui désigne quelqu'un passant la nuit à discuter, lui-même dérivé du verbe arabe samara « passer la nuit à s'entretenir ».

## Popularité du prénom
Au début de 2010, plus de 15 000 personnes étaient prénommées Samir en France. C'est le 264e prénom le plus attribué au siècle dernier dans ce pays, et l'année où il a été attribué le plus est 1981, avec un nombre de 701 naissances.

## Personnes portant ce prénom
- Samir Amin (° 1931), économiste franco-égyptien.
- Samir Kassir (1960-2005), historien et journaliste politique franco-libanais.
- Samir Nasri (° 1987) footballeur international français.